# Tournoi des Six Nations 2009
Cet article traite de l'épreuve masculine. Pour la compétition féminine, voir Tournoi des Six Nations féminin 2009.
Navigation
Tournoi 2008 Tournoi 2010
Le Tournoi des Six Nations 2009 se déroule du 7 février au 21 mars 2009. Six équipes ont tenté de succéder au pays de Galles, vainqueur du Grand Chelem en 2008. La compétition se déroule comme chaque année avec cinq journées disputées en février et mars. Les journées s'étendent sur sept semaines, avec des pauses avant et après la troisième journée. Chacune des six nations participantes affronte toutes les autres. Les trois équipes qui ont en 2009 l'avantage de jouer un match de plus à domicile que les autres sont l'Angleterre, l'Écosse, et l'Italie. Le tournoi est remporté par l'Irlande, c'est leur première victoire depuis 1985. Les Irlandais obtiennent dans le même temps une triple couronne et un Grand Chelem, leur second après celui remporté en 1948.

## Classement final
| Rang | Nation             | J | V | N | D | Pm  | Pe  | Diff | Pts |
| ---- | ------------------ | - | - | - | - | --- | --- | ---- | --- |
| 1    | Irlande            | 5 | 5 | 0 | 0 | 121 | 73  | +48  | 10  |
| 2    | Angleterre         | 5 | 3 | 0 | 2 | 124 | 70  | +54  | 6   |
| 3    | France             | 5 | 3 | 0 | 2 | 124 | 101 | +23  | 6   |
| 4    | Pays de Galles (T) | 5 | 3 | 0 | 2 | 100 | 81  | +19  | 6   |
| 5    | Écosse             | 5 | 1 | 0 | 4 | 79  | 102 | -23  | 2   |
| 6    | Italie             | 5 | 0 | 0 | 5 | 49  | 170 | -121 | 0   |

|  | Vainqueur du tournoi (no 1) |
|  | T : tenant du titre 2008    |

Attribution des points : Deux points sont attribués pour une victoire, un point pour un match nul, aucun point en cas de défaite.
Règles de classement : 1. point ; 2. différence de points de matchs ; 3. nombre d'essais marqués ; 4. titre partagé.

## Acteurs du tournoi des Six Nations

Participants au Tournoi des Six Nations

### Joueurs

#### Angleterre
| Entraîneur | Entraîneur             | Martin Johnson                                                                   |
| Avants     | Pilier                 | Tim Payne, Andrew Sheridan, Phil Vickery, Julian White                           |
| Avants     | Talonneur              | George Chuter, Dylan Hartley, Lee Mears                                          |
| Avants     | Deuxième ligne         | Steve Borthwick , Louis Deacon, Nick Kennedy, Simon Shaw                         |
| Avants     | Troisième ligne aile   | Steffon Armitage, Tom Croft, James Haskell, Tom Rees, Joe Worsley                |
| Avants     | Troisième ligne centre | Nick Easter, Luke Narraway                                                       |
| Arrières   | Demi de mêlée          | Danny Care, Harry Ellis, Ben Foden, Paul Hodgson                                 |
| Arrières   | Demi d'ouverture       | Danny Cipriani, Toby Flood, Andy Goode                                           |
| Arrières   | Centre                 | Olly Barkley, Riki Flutey, Shane Geraghty, Jamie Noon, Mathew Tait, Mike Tindall |
| Arrières   | Ailier                 | Mark Cueto, Ugo Monye, Paul Sackey                                               |
| Arrières   | Arrière                | Delon Armitage, Olly Morgan                                                      |

#### Écosse
| Entraîneur | Entraîneur             | Frank Hadden                                                              |
| Avants     | Pilier                 | Geoff Cross, Alasdair Dickinson, Allan Jacobsen, Moray Low, Euan Murray   |
| Avants     | Talonneur              | Ross Ford, Dougie Hall                                                    |
| Avants     | Deuxième ligne         | Craig Hamilton, Jim Hamilton, Nathan Hines, Alastair Kellock, Jason White |
| Avants     | Troisième ligne aile   | John Barclay, Kelly Brown, Scott Gray, Alasdair Strokosch                 |
| Avants     | Troisième ligne centre | Allister Hogg, Simon Taylor                                               |
| Arrières   | Demi de mêlée          | Mike Blair , Chris Cusiter, Rory Lawson                                   |
| Arrières   | Demi d'ouverture       | Phil Godman, Ruaridh Jackson, Dan Parks                                   |
| Arrières   | Centre                 | Ben Cairns, Nick De Luca, Max Evans, Graeme Morrison                      |
| Arrières   | Ailier                 | Simon Danielli, Thom Evans, Sean Lamont, Simon Webster                    |
| Arrières   | Arrière                | Rory Lamont, Chris Paterson, Hugo Southwell                               |

#### France
| Entraîneur | Entraîneur             | Marc Lièvremont                                                                                              |
| Avants     | Pilier                 | Fabien Barcella, Renaud Boyoud, Thomas Domingo, Lionel Faure, Benoît Lecouls, Sylvain Marconnet, Nicolas Mas |
| Avants     | Talonneur              | Benjamin Kayser, William Servat, Dimitri Szarzewski                                                          |
| Avants     | Deuxième ligne         | Sébastien Chabal, Romain Millo-Chluski, Lionel Nallet , Jérôme Thion                                         |
| Avants     | Troisième ligne aile   | Julien Bonnaire, Thierry Dusautoir, Fulgence Ouedraogo                                                       |
| Avants     | Troisième ligne centre | Imanol Harinordoquy, Louis Picamoles                                                                         |
| Arrières   | Demi de mêlée          | Frédéric Michalak, Morgan Parra, Sébastien Tillous-Borde                                                     |
| Arrières   | Demi d'ouverture       | Lionel Beauxis, François Trinh-Duc                                                                           |
| Arrières   | Centre                 | Benoît Baby, Mathieu Bastareaud, Florian Fritz, Yannick Jauzion, Maxime Mermoz                               |
| Arrières   | Ailier                 | Cédric Heymans, Julien Malzieu, Maxime Médard                                                                |
| Arrières   | Arrière                | Clément Poitrenaud, Damien Traille                                                                           |

#### Galles
| Entraîneur | Entraîneur             | Warren Gatland                                                      |
| Avants     | Pilier                 | Gethin Jenkins, Adam Jones, Rhys Thomas, John Yapp                  |
| Avants     | Talonneur              | Huw Bennett, Matthew Rees                                           |
| Avants     | Deuxième ligne         | Luke Charteris, Bradley Davies, Ian Gough, Alun Wyn Jones           |
| Avants     | Troisième ligne aile   | Dafydd Jones, Robin Sowden-Taylor, Jonathan Thomas, Martyn Williams |
| Avants     | Troisième ligne centre | Ryan Jones , Andy Powell                                            |
| Arrières   | Demi de mêlée          | Gareth Cooper, Warren Fury, Dwayne Peel, Mike Phillips              |
| Arrières   | Demi d'ouverture       | James Hook, Stephen Jones                                           |
| Arrières   | Centre                 | Andrew Bishop, Gavin Henson, Jamie Roberts, Tom Shanklin            |
| Arrières   | Ailier                 | Leigh Halfpenny, Mark Jones, Shane Williams                         |
| Arrières   | Arrière                | Lee Byrne                                                           |

#### Irlande
| Entraîneur | Entraîneur             | Declan Kidney                                                                                                  |
| Avants     | Pilier                 | Tom Court, John Hayes, Cian Healy, Marcus Horan, Mike Ross                                                     |
| Avants     | Talonneur              | Rory Best, Jerry Flannery, Bernard Jackman                                                                     |
| Avants     | Deuxième ligne         | Ryan Caldwell, Bob Casey, Donncha O'Callaghan, Paul O'Connell, Mick O'Driscoll, Malcolm O'Kelly, Donnacha Ryan |
| Avants     | Troisième ligne aile   | Stephen Ferris, Shane Jennings, Alan Quinlan, David Wallace                                                    |
| Avants     | Troisième ligne centre | Jamie Heaslip, Denis Leamy                                                                                     |
| Arrières   | Demi de mêlée          | Tomás O'Leary, Eoin Reddan, Peter Stringer                                                                     |
| Arrières   | Demi d'ouverture       | Ronan O'Gara, Jonathan Sexton                                                                                  |
| Arrières   | Centre                 | Darren Cave, Gordon D'Arcy, Keith Earls, Brian O'Driscoll , Paddy Wallace                                      |
| Arrières   | Ailier                 | Tommy Bowe, Ian Dowling, Luke Fitzgerald, Shane Horgan, Andrew Trimble                                         |
| Arrières   | Arrière                | Girvan Dempsey, Rob Kearney, Geordan Murphy                                                                    |

#### Italie
| Entraîneur | Entraîneur             | Nick Mallett                                                                                      |
| Avants     | Pilier                 | Martín Castrogiovanni, Carlos Nieto, Salvatore Perugini, Ignacio Fernández Rouyet, Fabio Staibano |
| Avants     | Talonneur              | Carlo Festuccia, Leonardo Ghiraldini, Fabio Ongaro, Franco Sbaraglini                             |
| Avants     | Deuxième ligne         | Marco Bortolami, Carlo Del Fava, Santiago Dellapè, Jean-François Montauriol, Tommaso Reato        |
| Avants     | Troisième ligne aile   | Mauro Bergamasco, Simone Favaro, Josh Sole, Alessandro Zanni                                      |
| Avants     | Troisième ligne centre | Sergio Parisse                                                                                    |
| Arrières   | Demi de mêlée          | Pablo Canavosio, Paul Griffen, Giulio Toniolatti                                                  |
| Arrières   | Demi d'ouverture       | Kris Burton, Luke McLean, Luciano Orquera                                                         |
| Arrières   | Centre                 | Mirco Bergamasco, Gonzalo Canale, Gonzalo García, Gilberto Pavan, Roberto Quartaroli              |
| Arrières   | Ailier                 | Andrea Bacchetti, Matteo Pratichetti, Kaine Robertson, Giulio Rubini, Michele Sepe                |
| Arrières   | Arrière                | Andrea Marcato, Andrea Masi                                                                       |

## Les matchs
Les heures sont données dans les fuseaux utilisés par les pays participants : WET (UTC+0) dans les îles Britanniques et CET (UTC+1) en France et en Italie.
| 7 février à 16 h 00 | Stade de Twickenham, Londres   | Angleterre | 36 – 11 | Italie         |
| 7 février à 18 h 00 | Croke Park, Dublin             | Irlande    | 30 – 21 | France         |
| 8 février à 16 h 00 | Murrayfield Stadium, Édimbourg | Écosse     | 13 – 26 | Pays de Galles |

| 14 février à 16 h 00 | Stade de France, Saint-Denis | France         | 22 – 13 | Écosse     |
| 14 février à 18 h 30 | Millennium Stadium, Cardiff  | Pays de Galles | 23 – 15 | Angleterre |
| 15 février à 15 h 30 | Stade Flaminio, Rome         | Italie         | 9 – 38  | Irlande    |

| 27 février à 21 h 00                     | Stade de France, Saint-Denis   | France  | 21 – 16 | Pays de Galles |
| 28 février à 16 h 00                     | Murrayfield Stadium, Édimbourg | Écosse  | 26 – 6  | Italie         |
| 28 février à 18 h 30 (Millennium Trophy) | Croke Park, Dublin             | Irlande | 14 – 13 | Angleterre     |

| 14 mars à 16 h 00                    | Stade Flaminio, Rome           | Italie     | 15 – 20 | Pays de Galles |
| 14 mars a 18 h 00 (Centenary Quaich) | Murrayfield Stadium, Édimbourg | Écosse     | 15 – 22 | Irlande        |
| 15 mars à 16 h 00 (Le Crunch)        | Stade de Twickenham, Londres   | Angleterre | 34 – 10 | France         |

| 21 mars à 14 h 15 (Trophée Garibaldi) | Stade Flaminio, Rome         | Italie         | 8 – 50  | France  |
| 21 mars à 16 h 30 (Calcutta Cup)      | Stade de Twickenham, Londres | Angleterre     | 26 – 12 | Écosse  |
| 21 mars à 18 h 30                     | Millennium Stadium, Cardiff  | Pays de Galles | 15 – 17 | Irlande |

## Statistiques individuelles

### Meilleurs marqueurs d'essais

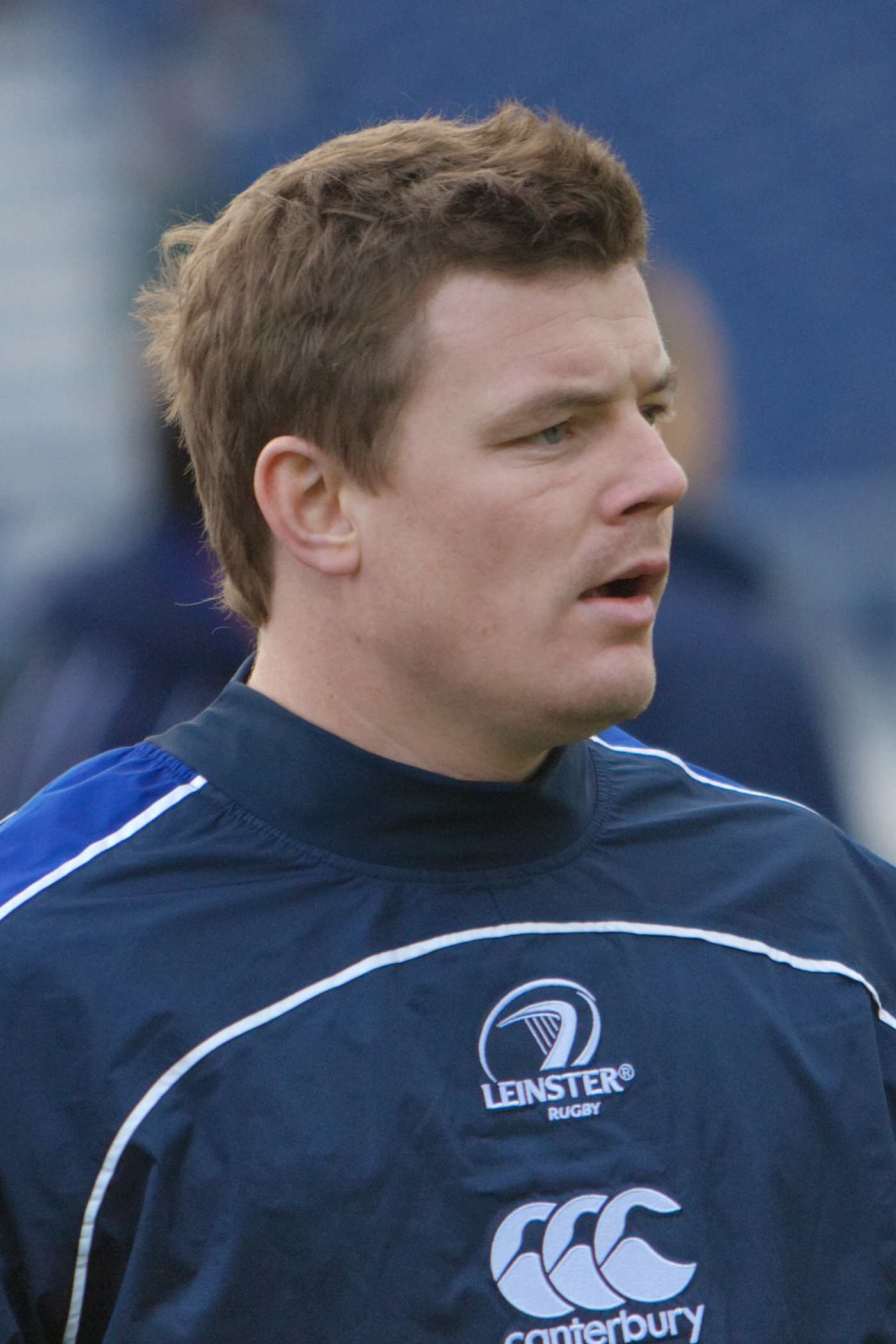
Brian O'Driscoll (Irlande)
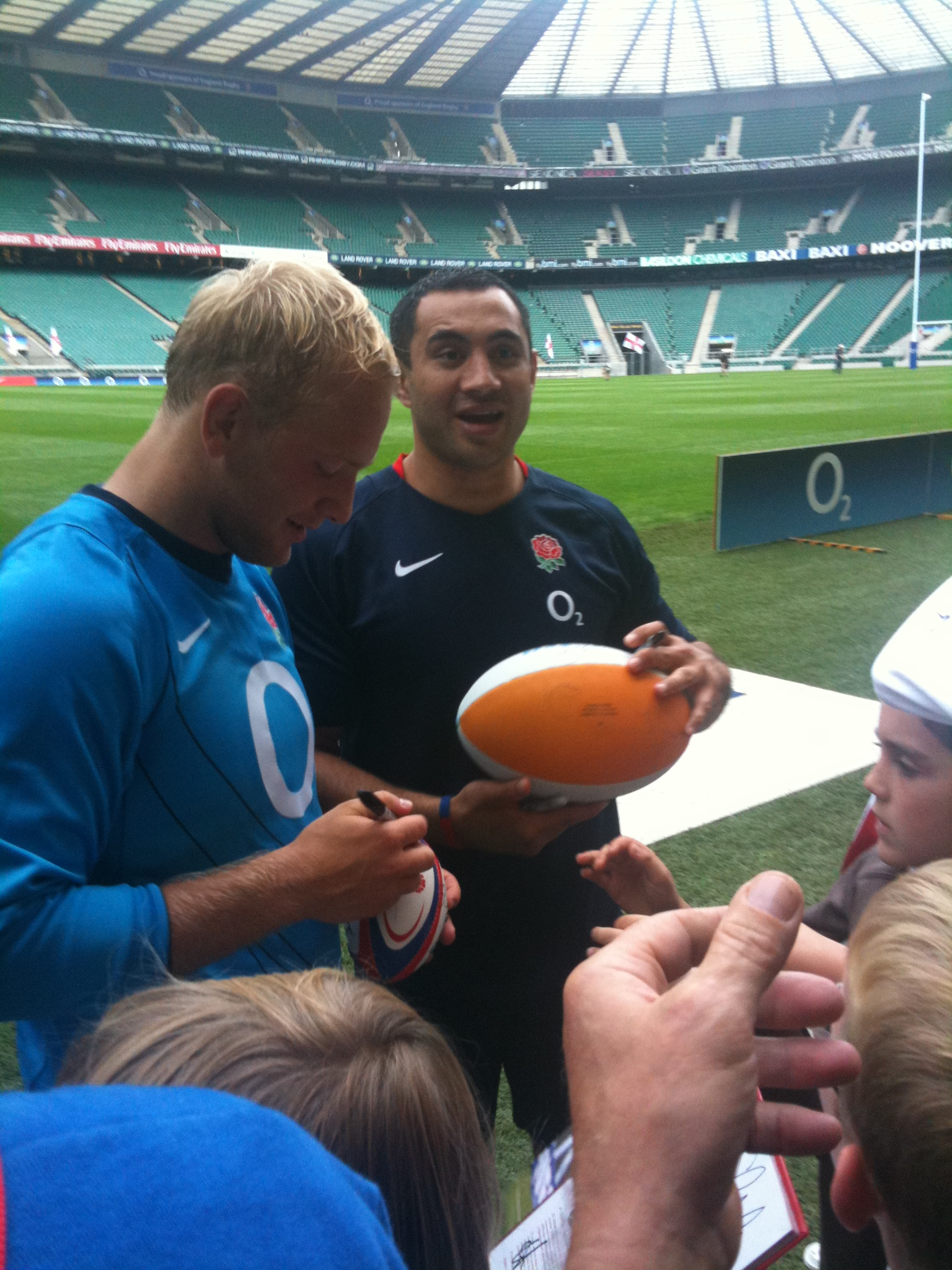
Riki Flutey (Angleterre)
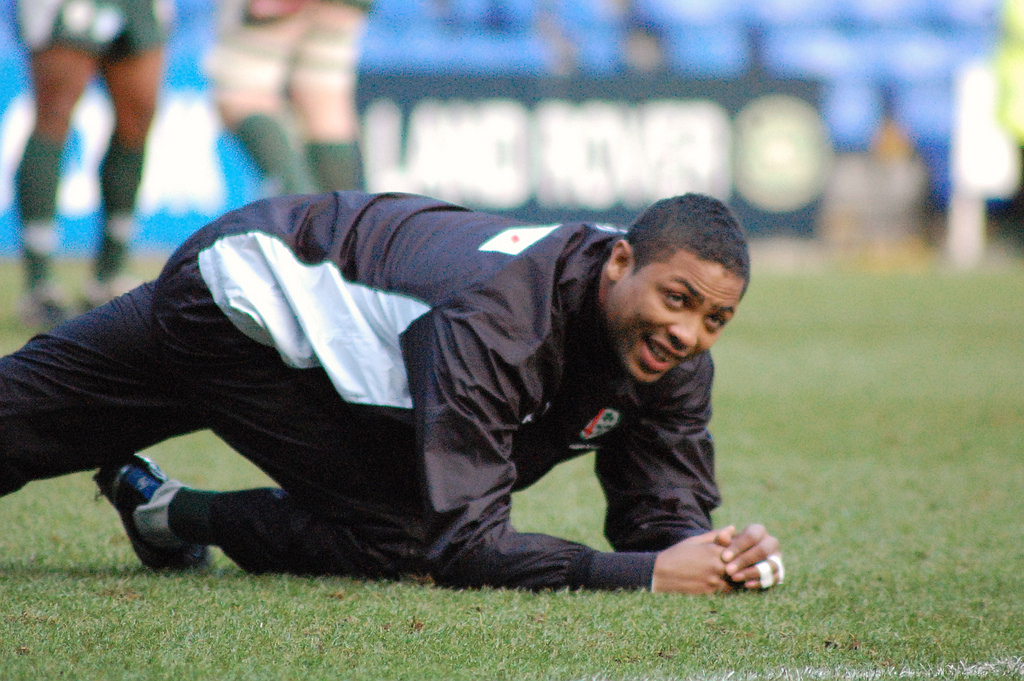
Delon Armitage (Angleterre)
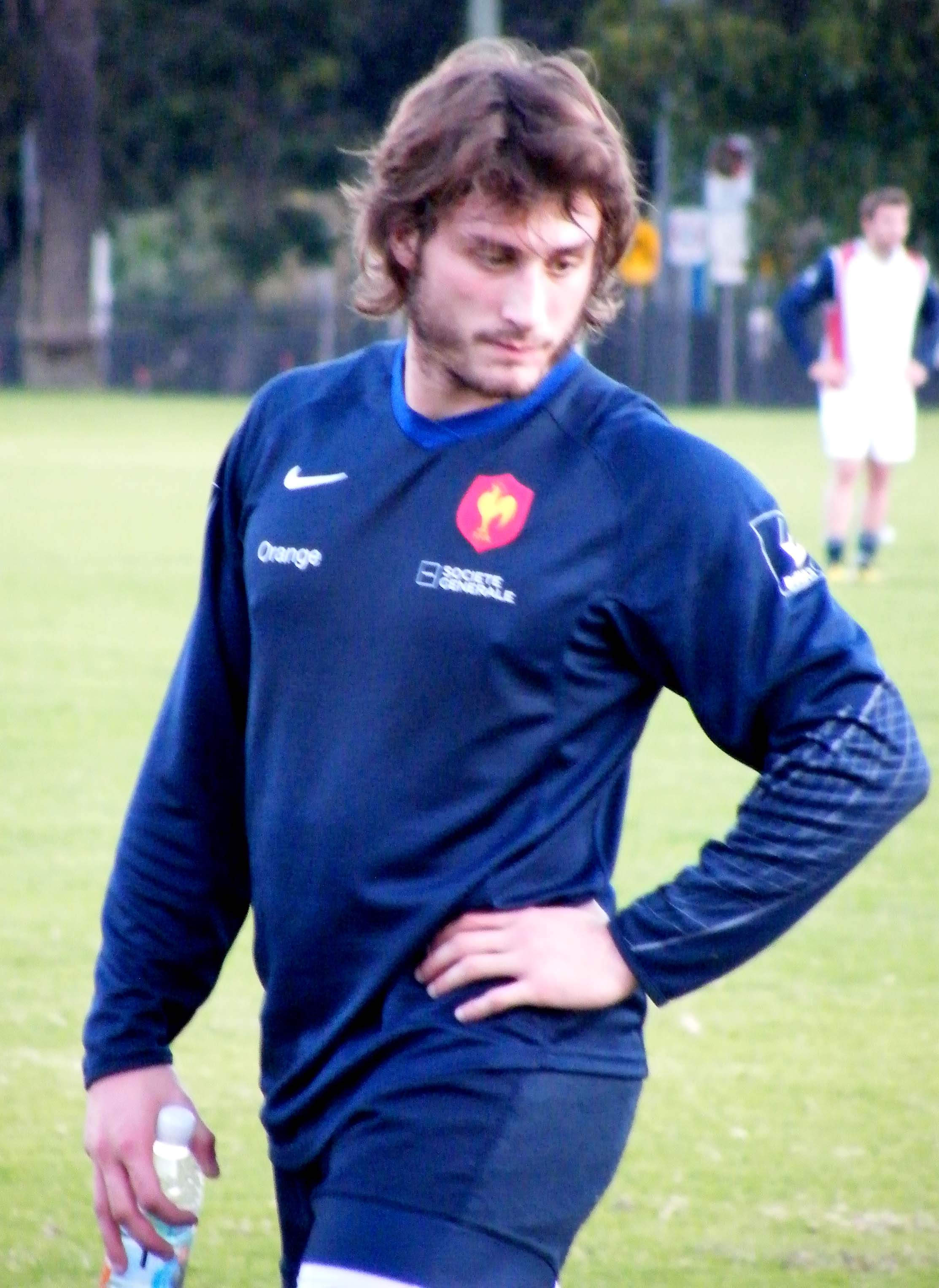
Maxime Médard (France)

| Rang | Joueur           | Équipe         | Essais |
| ---- | ---------------- | -------------- | ------ |
| 1    | Brian O'Driscoll | Irlande        | 4      |
| -    | Riki Flutey      | Angleterre     | 4      |
| 3    | Delon Armitage   | Angleterre     | 3      |
| -    | Maxime Médard    | France         | 3      |
| 5    | Tommy Bowe       | Irlande        | 2      |
| -    | Mark Cueto       | Angleterre     | 2      |
| -    | Harry Ellis      | Angleterre     | 2      |
| -    | Luke Fitzgerald  | Irlande        | 2      |
| -    | Leigh Halfpenny  | Pays de Galles | 2      |
| -    | Jamie Heaslip    | Irlande        | 2      |
| -    | Cédric Heymans   | France         | 2      |
| -    | Julien Malzieu   | France         | 2      |
| -    | Tom Shanklin     | Pays de Galles | 2      |
| -    | Shane Williams   | Pays de Galles | 2      |

### Meilleurs marqueurs de points

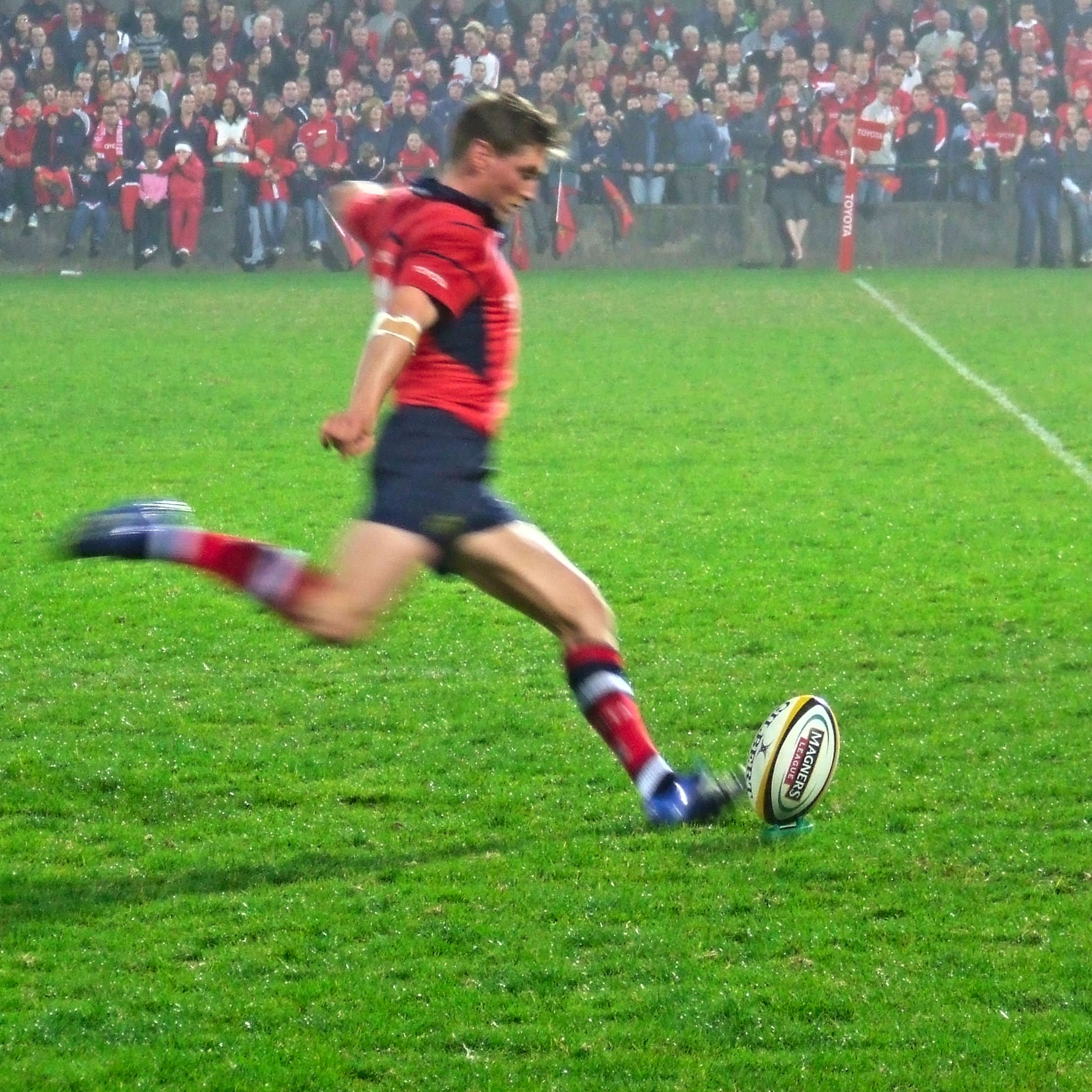
Ronan O'Gara (Irlande)
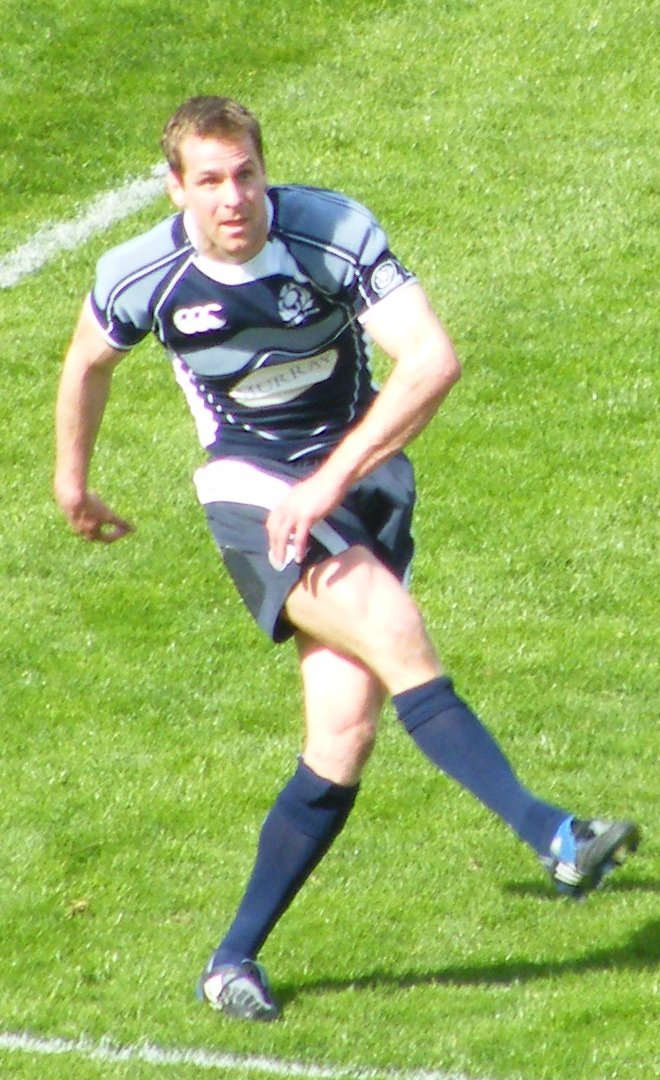
Chris Paterson (Écosse)
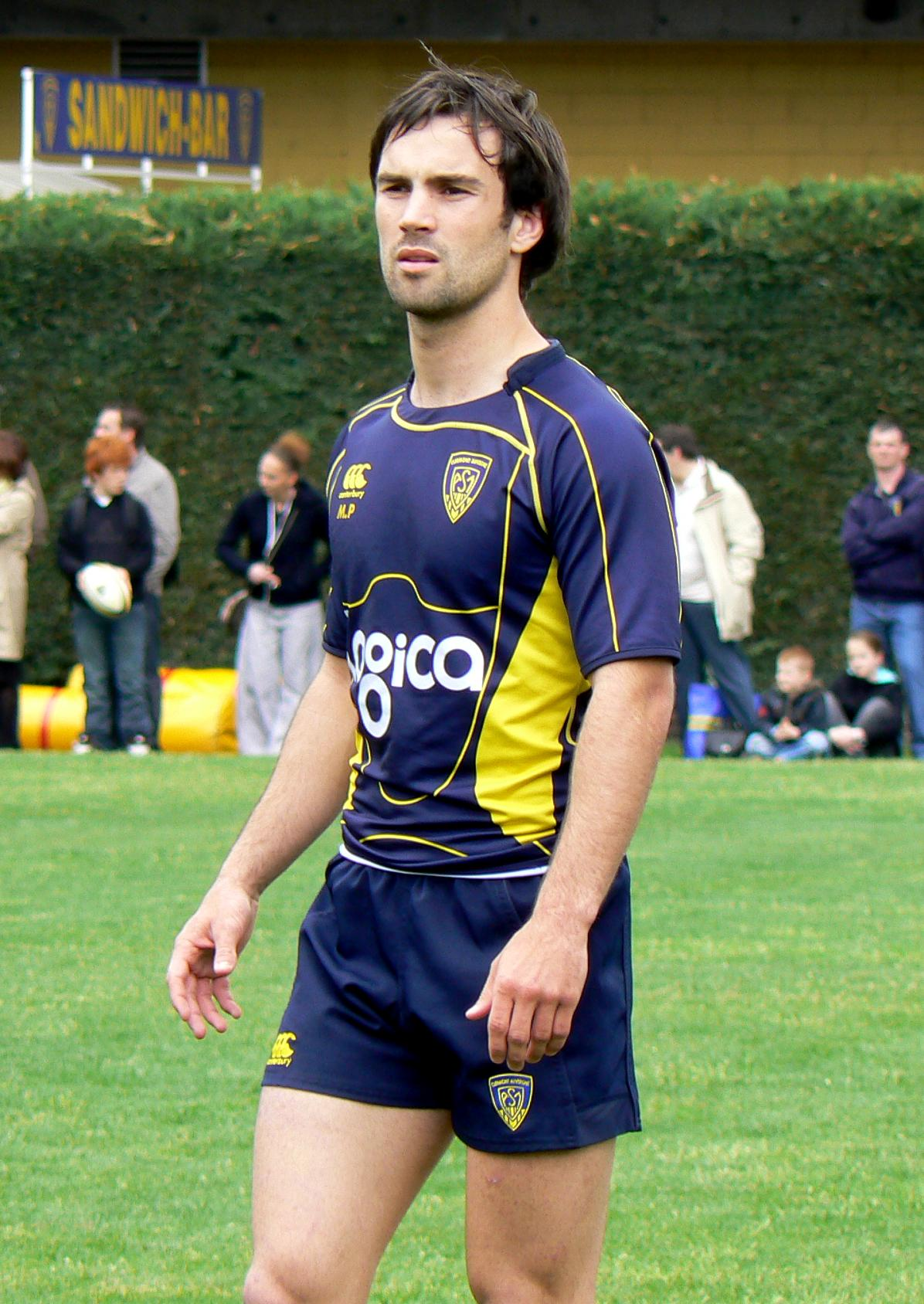
Morgan Parra (France)

| Rang | Joueur           | Équipe         | Points | Essais | Transf. | Pén. | Drops |
| ---- | ---------------- | -------------- | ------ | ------ | ------- | ---- | ----- |
| 1    | Ronan O'Gara     | Irlande        | 56     | 0      | 10      | 10   | 2     |
| 2    | Stephen Jones    | Pays de Galles | 44     | 0      | 1       | 13   | 1     |
| 3    | Chris Paterson   | Écosse         | 43     | 0      | 2       | 13   | 0     |
| 4    | Lionel Beauxis   | France         | 28     | 0      | 2       | 6    | 2     |
| 5    | Morgan Parra     | France         | 26     | 0      | 4       | 6    | 0     |
| 6    | Brian O'Driscoll | Irlande        | 23     | 4      | 0       | 0    | 1     |
| 7    | Toby Flood       | Angleterre     | 22     | 0      | 5       | 4    | 0     |
| 8    | Andy Goode       | Angleterre     | 21     | 1      | 5       | 1    | 1     |
| 9    | Riki Flutey      | Angleterre     | 20     | 4      | 0       | 0    | 0     |
| 10   | Delon Armitage   | Angleterre     | 18     | 3      | 0       | 1    | 0     |
| -    | Luke McLean      | Italie         | 18     | 0      | 0       | 6    | 0     |
| -    | Andrea Marcato   | Italie         | 18     | 0      | 0       | 6    | 0     |

## Première journée

### Angleterre - Italie
(mt : 22 – 6)
Homme du match :
Points marqués :
- Angleterre : 5 essais de Goode (2e), Ellis (17e, 54e), Flutey (28e) et Cueto (78e), 4 transformations de Goode (3e, 29e, 55e, 79e) et 1 pénalité de Goode (35e)
- Italie : 1 essai de Ó. Bergamasco (71e) et 2 pénalités de McLean (33e, 38e)

Évolution du score : 7-0, 12-0, 19-0, 19-3, 22-3, 22-6, 29-6, 29-11, 36-11
Arbitre : Mark Lawrence 
Résumé
Les Anglais mènent rapidement au score grâce à un essai de Andy Goode à la 2e minute (7-0). Ils marquent deux autres essais par Harry Ellis (17e) et Riki Flutey (28e) sur deux ballons perdus par les Italiens. Andrea Marcato blessé est remplacé par Luke McLean qui réduit l'écart en marquant deux pénalités (22-6).
En deuxième mi-temps, les Anglais marquent deux nouveaux essais par Harry Ellis (54e) et Mark Cueto (78e) contre un seul pour les Italiens par Mirco Bergamasco (71e). L'Angleterre s'impose sur le score de 36 à 11.
Composition des équipes
- Angleterre
  - Titulaires : 15 Delon Armitage, 14 Paul Sackey, 13 Mike Tindall, 12 Riki Flutey, 11 Mark Cueto, 10 Andy Goode, 9 Harry Ellis[4], 8 Nick Easter, 7 Steffon Armitage, 6 James Haskell, 5 Nick Kennedy, 4 Steve Borthwick (cap.), 3 Phil Vickery, 2 Lee Mears, 1 Andrew Sheridan.
  - Remplaçants : 16 Dylan Hartley, 17 Julian White, 18 Tom Croft, 19 Joe Worsley, 20 Ben Foden, 21 Shane Geraghty, 22 Mathew Tait.
  - Entraîneur : Martin Johnson
- Italie
  - Titulaires : 15 Andrea Masi, 14 Kaine Robertson, 13 Gonzalo Canale, 12 Gonzalo García, 11 Mirco Bergamasco, 10 Andrea Marcato, 9 Mauro Bergamasco, 8 Alessandro Zanni, 7 Sergio Parisse (cap.), 6 Josh Sole, 5 Marco Bortolami, 4 Santiago Dellapè, 3 Martin Castrogiovanni, 2 Fabio Ongaro, 1 Salvatore Perugini.
  - Remplaçants : 16 Carlo Festuccia, 17 Carlos Nieto, 18 Tommaso Reato, 19 Jean-François Montauriol, 20 Giulio Toniolatti, 21 Luke McLean, 22 Matteo Pratichetti.
  - Entraîneur : Nick Mallett

### Irlande - France
(mt : 13 – 10)
Homme du match :
Points marqués :
- Irlande : 3 essais de Heaslip (35e), O'Driscoll (43e), D'Arcy (66e), 3 transformations de O'Gara (36e, 44e, 66e) et 3 pénalités de O'Gara (2e, 17e, 78e)
- France : 2 essais de Harinordoquy (14e), Médard (47e), 1 transformation de Beauxis (15e), 2 drops de Beauxis (40e, 53e) et 1 pénalité de Beauxis (76e)

Évolution du score : 3-0, 3-7, 6-7, 13-7, 13-10, 20-10, 20-15, 20-18, 27-18, 27-21, 30-21
Arbitre : Nigel Owens 
Résumé
Les Irlandais ouvrent le score par une pénalité de Ronan O'Gara (2e), les Français répondent par un essai de Imanol Harinordoquy avec transformation de Lionel Beauxis (7-3). L'Irlande réduit son retard par une pénalité de Ronan O'Gara (7-6), puis prend l'avantage par un essai de son troisième ligne-centre Jamie Heaslip qui perce et slalome au centre de la défense française, O'Gara transforme l'essai (13-7). Lionel Beauxis marque un drop juste avant la fin de la première mi-temps (13-10).
Brian O'Driscoll perce la défense française en début de 2e mi-temps et marque un essai transformé par O'Gara (20-10). Les Français répliquent par un essai de Maxime Médard sur passe au pied de Lionel Beauxis. Ce dernier réduit l'écart par un drop (20-18). Après un travail en force des avants irlandais, Gordon D'Arcy marque le 3e essai de l'équipe irlandaise (27-18). Beauxis réduit l'écart par une pénalité à la 76e, mais O'Gara réussit également une pénalité à la 78e. Le match se termine ainsi sur une victoire des Irlandais sur le score de 30 à 21.
Composition des équipes
- Irlande
  - Titulaires : 15 Rob Kearney, 14 Tommy Bowe, 13 Brian O'Driscoll (cap.), 12 Paddy Wallace, 11 Luke Fitzgerald, 10 Ronan O'Gara, 9 Tomas O'Leary, 8 Jamie Heaslip, 7 David Wallace, 6 Stephen Ferris, 5 Paul O'Connell, 4 Donncha O'Callaghan, 3 John Hayes, 2 Jerry Flannery, 1 Marcus Horan.
  - Remplaçants : 16 Rory Best, 17 Tom Court, 18 Malcolm O'Kelly, 19 Denis Leamy, 20 Peter Stringer, 21 Gordon D'Arcy, 22 Geordan Murphy
  - Entraîneur : Declan Kidney
- France
  - Titulaires : 15 Clément Poitrenaud, 14 Julien Malzieu, 13 Florian Fritz, 12 Yannick Jauzion, 11 Maxime Médard, 10 Lionel Beauxis, 9 Sébastien Tillous-Borde, 8 Imanol Harinordoquy, 7 Fulgence Ouedraogo, 6 Thierry Dusautoir, 5 Sébastien Chabal, 4 Lionel Nallet (cap.), 3 Benoît Lecouls, 2 Dimitri Szarzewski, 1 Lionel Faure.
  - Remplaçants : 16 Benjamin Kayser, 17 Nicolas Mas, 18 Romain Millo-Chluski, 19 Louis Picamoles, 20 Morgan Parra, 21 Benoît Baby, 22 Cédric Heymans
  - Entraîneur : Marc Lièvremont

### Écosse - Galles
(mt : 3 – 16)
Homme du match :
Points marqués :
- Écosse : 1 essai de Evans (68e) et 2 pénalités de Paterson (32e, 50e)
- Galles : 4 essais de Shanklin (21e), A.W. Jones (29e), Halfpenny (41e), Williams (58e) et 2 pénalités de S. Jones (12e, 40e)

Évolution du score : 0-3, 0-8, 0-13, 3-13, 3-16, 3-21, 6-21, 6-26, 13-26
Arbitre : Alain Rolland 
Résumé
Les Gallois ouvrent le score avec une pénalité réussie par Stephen Jones à la 12e. Les Écossais jouent à quatorze à partir de la 20e jusqu'à la 30e, le pilier Geoff Cross ayant reçu un carton jaune pour jeu dangereux. Ce dernier s'est blessé sur cette action et doit être remplacé par Alasdair Dickinson. Les Gallois profitent de cet avantage numérique et marquent deux essais par Tom Shanklin (21e) et Alun Wyn Jones à la 29e (0-13). Les Écossais marquent leurs premiers points sur une pénalité de Chris Paterson (3-13). Stephen Jones réussit une 2e pénalité et porte l'avantage des Gallois à 16-3 à la fin de la première mi-temps.
La seconde mi-temps débute par une percée du Gallois Jamie Roberts qui aboutit à un essai de Leigh Halfpenny (3-21). Chris Paterson réduit l'écart pour l'Écosse sur pénalité (6-21). Les Gallois marquent ensuite un 4e essai par Shane Williams à la 58e (6-26). Les Écossais reviennent au score en marquant leur premier essai par Max Evans à la 68e alors que les Gallois jouaient à quatorze, essai transformé par Chris Paterson (13-26). Malgré une domination des Écossais en fin de match, le pays de Galles s'impose sur le score de 26 à 13.
Composition des équipes
- Écosse
  - Titulaires : 15 Hugo Southwell, 14 Simon Webster, 13 Ben Cairns, 12 Graeme Morrison, 11 Sean Lamont, 10 Phil Godman, 9 Mike Blair (cap.), 8 Simon Taylor, 7 John Barclay, 6 Ally Hogg, 5 Jim Hamilton, 4 Jason White, 3 Geoff Cross, 2 Ross Ford, 1 Allan Jacobsen.
  - Remplaçants : 16 Dougie Hall, 17 Alasdair Dickinson, 18 Kelly Brown, 19 Scott Gray, 20 Chris Cusiter, 21 Chris Paterson, 22 Max Evans.
  - Entraîneur : Frank Hadden
- Pays de Galles
  - Titulaires : 15 Lee Byrne, 14 Leigh Halfpenny, 13 Jamie Roberts, 12 Tom Shanklin[9], 11 Shane Williams, 10 Stephen Jones, 9 Michael Phillips, 8 Andy Powell, 7 Martyn Williams (cap.), 6 Dafydd Jones, 5 Alun Wyn Jones, 4 Ian Gough, 3 Adam Jones, 2 Matthew Rees, 1 Gethin Jenkins.
  - Remplaçants : 16 Huw Bennett, 17 John Yapp, 18 Luke Charteris, 19 Bradley Davies, 20 Dwayne Peel, 21 James Hook, 22 Andrew Bishop.
  - Entraîneur : Warren Gatland

## Deuxième journée

### France - Écosse
(mt : 6 – 3)
Homme du match :
Points marqués :
- France : 1 essai de Ouedraogo (46e), 1 transformation de Beauxis (47e) et 5 pénalités de Beauxis (23e, 38e, 53e, 60e, 73e)
- Écosse : 1 essai de Evans (69e), 1 transformation de Paterson (69e) et 2 pénalités de Godman (34e, 48e)

Évolution du score : 3-0, 3-3, 6-3, 13-3, 13-6, 16-6, 19-6, 19-13, 22-13
Arbitre : George Clancy 
Résumé
Les Français prennent un léger avantage en première mi-temps grâce à deux pénalités réussies par Lionel Beauxis contre une seule pour les Écossais par Phil Godman. Il n'y a pas eu de véritable occasion d'essai pendant cette mi-temps à l'exception d'une maladresse de Sébastien Tillous-Borde dans l'en-but français qui aurait pu aboutir à un essai pour l'Écosse.
Le XV de France prend dix points d'avance en début de 2e mi-temps par une essai de Fulgence Ouedraogo consécutif à une accélération de Sébastien Tillous-Borde prolongée par Lionel Nallet et Maxime Médard, essai transformé par Lionel Beauxis. La France creuse l'écart avec deux pénalités réussies par Lionel Beauxis contre une par Phil Godman (19-6). Les Écossais marquent ensuite un essai par Thom Evans à la conclusion d'une action collective, l'essai est transformé par Chris Paterson (22-13). Une nouvelle pénalité de Beauxis porte la marque à 22-13, score final. Les Français remportent ce match, mais sans convaincre.
Composition des équipes
- France
  - Titulaires : 15 Clément Poitrenaud, 14 Maxime Médard, 13 Benoît Baby[12], 12 Yannick Jauzion, 11 Cédric Heymans, 10 Lionel Beauxis, 9 Sébastien Tillous-Borde, 8 Imanol Harinordoquy, 7 Fulgence Ouedraogo, 6 Thierry Dusautoir, 5 Lionel Nallet (cap.), 4 Romain Millo-Chluski, 3 Nicolas Mas, 2 Dimitri Szarzewski, 1 Fabien Barcella.
  - Remplaçants : 16 Benjamin Kayser, 17 Renaud Boyoud, 18 Sébastien Chabal, 19 Louis Picamoles, 20 Morgan Parra, 21 Maxime Mermoz, 22 Julien Malzieu.
  - Entraîneur : Marc Lièvremont
- Écosse
  - Titulaires : 15 Hugo Southwell, 14 Simon Danielli, 13 Max Evans, 12 Graeme Morrison, 11 Thom Evans, 10 Phil Godman, 9 Mike Blair (cap.), 8 Simon Taylor, 7 John Barclay, 6 Alasdair Strokosch, 5 Jim Hamilton, 4 Jason White, 3 Alasdair Dickinson, 2 Ross Ford, 1 Allan Jacobsen.
  - Remplaçants : 16 Dougie Hall, 17 Moray Low, 18 Kelly Brown, 19 Scott Gray, 20 Chris Cusiter, 21 Chris Paterson, 22 Nick De Luca.
  - Entraîneur : Frank Hadden

### Galles - Angleterre
(mt : 9 – 8)
Homme du match :
Points marqués :
- Galles : 1 essai de Halfpenny (44e), 6 pénalités de Jones (3e, 16e, 43e, 54e, 71e) et Halfpenny (21e)
- Angleterre : 2 essais de Sackey (23e), Armitage (57e), 1 transformation de Flood (58e) et 1 drop de Goode (29e)

Évolution du score : 3-0, 6-0, 9-0, 9-5, 9-8, 12-8, 17-8, 20-8, 20-15, 23-15
Arbitre : Jonathan Kaplan 
Résumé
Les Gallois dominent au début du match et mènent 9-0 avec 3 pénalités réussies par Stephen Jones et Leigh Halfpenny. Les Anglais reviennent au score grâce à un essai de Paul Sackey sur un coup de pied à suivre de Andy Goode et un drop d' Andy Goode (9-8).
Les Gallois creusent l'écart en début de 2e mi-temps par deux pénalités de Stephen Jones et un essai de Leigh Halfpenny (20-8). Les Anglais marquent un essai par Delon Armitage avec transformation de Toby Flood qui a remplacé Andy Goode (20-15). Stephen Jones marque une 5e pénalité et creuse à nouveau l'écart pour les Gallois. Le match se termine par une victoire du pays de Galles par 23 à 15.
Composition des équipes
- Pays de Galles
  - Titulaires : 15 Lee Byrne, 14 Leigh Halfpenny, 13 Tom Shanklin, 12 Jamie Roberts, 11 Mark Jones[14], 10 Stephen Jones, 9 Michael Phillips, 8 Andy Powell, 7 Martyn Williams, 6 Ryan Jones (cap.), 5 Alun Wyn Jones, 4 Ian Gough, 3 Adam Jones, 2 Matthew Rees, 1 Gethin Jenkins.
  - Remplaçants : 16 Huw Bennett, 17 John Yapp, 18 Luke Charteris, 19 Dafydd Jones, 20 Dwayne Peel, 21 James Hook, 22 Andrew Bishop.
  - Entraîneur : Warren Gatland
- Angleterre
  - Titulaires :15 Delon Armitage, 14 Paul Sackey, 13 Mike Tindall, 12 Riki Flutey, 11 Mark Cueto, 10 Andy Goode, 9 Harry Ellis, 8 Nick Easter, 7 Joe Worsley, 6 James Haskell, 5 Nick Kennedy, 4 Steve Borthwick (cap.), 3 Phil Vickery, 2 Lee Mears, 1 Andrew Sheridan.
  - Remplaçants : 16 Dylan Hartley, 17 Julian White, 18 Tom Croft, 19 Luke Narraway, 20 Paul Hodgson, 21 Toby Flood, 22 Mathew Tait.
  - Entraîneur : Martin Johnson

### Italie - Irlande
(mt : 9 – 14)
Homme du match :
Points marqués :
- Italie : 3 pénalités de McLean (4e, 15e, 23e)
- Irlande : 5 essais de Bowe (18e), Fitzgerald (40e, 75e), Wallace (46e) et O'Driscoll (77e), 5 transformations de O'Gara (19e, 47e, 76e, 78e) et Kearney (40e) et 1 pénalité de O'Gara (49e)

Évolution du score : 3-0, 6-0, 6-7, 9-7, 9-14, 9-21, 9-24, 9-31, 9-38
Arbitre : Chris White 
Résumé
En début de match les Italiens jouent à 14, Andrea Masi recevant un carton jaune pour une cravate sur Rob Kearney, l'arrière irlandais lancé à pleine vitesse. L'Italie mène cependant par 6-0 grâce à deux pénalités réussies par Luke McLean. L'Irlande revient au score avec un essai en contre de Tommy Bowe (6-7). Après une nouvelle pénalité de McLean et alors que les deux équipes jouent à quatorze à la suite d'un carton jaune pour O'Gara à la suite d'un plaquage sur un joueur sans ballon, et un autre pour Perugini, pour être venu sur le côté lors d'un ruck, Luke Fitzgerald marque un 2e essai pour l'Irlande. L'essai est transformé par Rob Kearney, le buteur habituel Ronan O'Gara étant donc exclu temporairement. L'Irlande mène à la mi-temps par 14 à 9.
Les Irlandais se détachent en début de 2e mi-temps avec un essai de David Wallace, transformé par Ronan O'Gara, et une pénalité de ce même O'Gara. Sur une touche jouée rapidement avec Murphy, Luke Fitzgerald marque le 4e essai irlandais, avec la transformation de Ronan O'Gara le score est de 31 à 9 pour l'Irlande. Brian O'Driscoll aggrave le score en marquant un essai sur interception, O'Gara transforme. Le score final est de 38 à 9 pour l'Irlande.
Composition des équipes
- Italie
  - Titulaires : 15 Andrea Masi, 14 Kaine Robertson, 13 Gonzalo Canale, 12 Mirco Bergamasco, 11 Matteo Pratichetti, 10 Luke McLean, 9 Paul Griffen; 8 Sergio Parisse (cap.), 7 Mauro Bergamasco, 6 Alessandro Zanni, 5 Tommaso Reato, 4 Santiago Dellapè, 3 Martin Castrogiovanni, 2 Fabio Ongaro, 1 Salvatore Perugini.
  - Remplaçants : 16 Carlo Festuccia, 17 Carlos Nieto, 18 Carlo Del Fava, 19 Josh Sole, 20 Giulio Toniolatti, 21 Gonzalo García, 22 Andrea Bacchetti.
  - Entraîneur : Nick Mallett
- Irlande
  - Titulaires : 15 Rob Kearney, 14 Tommy Bowe, 13 Brian O'Driscoll (cap.), 12 Paddy Wallace, 11 Luke Fitzgerald, 10 Ronan O'Gara, 9 Tomas O'Leary, 8 Jamie Heaslip, 7 David Wallace, 6 Stephen Ferris, 5 Paul O'Connell, 4 Donncha O'Callaghan, 3 John Hayes, 2 Jerry Flannery, 1 Marcus Horan.
  - Remplaçants : 16 Rory Best, 17 Tom Court, 18 Malcolm O'Kelly, 19 Denis Leamy, 20 Peter Stringer, 21 Gordon D'Arcy, 22 Geordan Murphy
  - Entraîneur : Declan Kidney

## Troisième journée

### France - Galles
(mt : 13 – 13)
Homme du match :
Points marqués :
- France : 2 essais de Dusautoir (39e) et Heymans (52e), 1 transformation de Parra (40e) et 3 pénalités de Parra (6e, 34e, 69e)
- Galles : 1 essai de Byrne (24e), 1 transformation de S. Jones (25e) et 3 pénalités de S. Jones (3e, 9e) et Hook (72e)

Évolution du score : 0-3, 3-3, 3-6, 3-13, 6-13, 13-13, 18-13, 21-13, 21-16
Arbitre : Mark Lawrence 
Résumé
Pour la première fois dans l'histoire du Tournoi, un match est disputé le vendredi soir. Les Français sont davantage pénalisés en 1re mi-temps, ce dont profite Stephen Jones qui réussit 2 pénalités contre une pour la France par Morgan Parra (3-6). Les Gallois creusent l'écart par un essai sur une percée de Lee Byrne à la 24e, Stephen Jones transforme (3-13). Les Français égalisent en fin de première mi-temps par une pénalité de Morgan Parra à la 34e et un essai en force de Thierry Dusautoir qui conclut une action d'Imanol Harinordoquy. Morgan Parra transforme et permet aux Français d'égaliser avant la pause (13-13).
Les Français dominent la seconde mi-temps, ils marquent un essai par Cédric Heymans à la 52e (18-13) puis une pénalité par Morgan Parra à la 69e (21-13). Les Gallois réduisent l'écart par une pénalité de James Hook mais c'est insuffisant et le XV de France s'impose sur le score de 21 à 16. La dernière défaite du pays de Galles remontait au 10 mars 2007. Avec cette victoire les Français comptent le même nombre de points (4) que les Gallois au classement du Tournoi 2009 (les Gallois ont une meilleure différence de points de matchs).
Composition des équipes
- France
  - Titulaires : 15 Maxime Médard, 14 Julien Malzieu, 13 Mathieu Bastareaud, 12 Yannick Jauzion, 11 Cédric Heymans, 10 Benoît Baby, 9 Morgan Parra, 8 Imanol Harinordoquy, 7 Fulgence Ouedraogo, 6 Thierry Dusautoir, 5 Sébastien Chabal, 4 Lionel Nallet (cap.), 3 Sylvain Marconnet, 2 Dimitri Szarzewski, 1 Fabien Barcella.
  - Remplaçants : 16 Benjamin Kayser, 17 Thomas Domingo, 18 Romain Millo-Chluski, 19 Louis Picamoles, 20 Sébastien Tillous-Borde, 21 François Trinh-Duc, 22 Clément Poitrenaud.
  - Entraîneur : Marc Lièvremont
- Pays de Galles
  - Titulaires : 15 Lee Byrne, 14 Leigh Halfpenny, 13 Tom Shanklin, 12 Jamie Roberts, 11 Shane Williams, 10 Stephen Jones, 9 Michael Phillips, 8 Andy Powell, 7 Martyn Williams, 6 Ryan Jones (cap.), 5 Alun Wyn Jones, 4 Ian Gough, 3 Adam Jones, 2 Matthew Rees, 1 Gethin Jenkins.
  - Remplaçants : 16 Huw Bennett, 17 John Yapp, 18 Luke Charteris, 19 Dafydd Jones, 20 Dwayne Peel, 21 James Hook, 22 Gavin Henson
  - Entraîneur : Warren Gatland

### Écosse - Italie
Résultat
| Équipes            | Écosse - Italie |
| Score              | 26 - 6 (16-3) |
| Date               | 28 février 2009 |
| Stade              | Murrayfield Stadium, Édimbourg |
| Arbitre            | Nigel Owens |
| Évolution du score | 3-0, 6-0, 6-3, 9-3, 16-3, 16-6, 23-6, 26-6 |
| Écosse             | 2 essais de S.Danielli (35e), S.Gray (62e) 2 transformations de P.Godman (36e), C.Paterson (63e) 4 pénalités de C.Paterson (5e, 12e, 67e), P.Godman (31e) |
| Italie             | 1 drop de S.Parisse (22e) 1 pénalité de L.McLean (55e) |

Résumé
Les Écossais marquent les premiers avec deux pénalités de Chris Paterson qui avait remplacé provisoirement l'ouvreur Phil Godman (6-0). Les Italiens réduisent l'écart au score par un drop de Sergio Parisse à la 22e (6-3). L'Écosse prend un avantage plus important par la suite avec une pénalité de Phil Godman qui était revenu en jeu et surtout par un essai de Simon Danielli qui a transpercé la défense italienne à la 35e. L'essai est transformé par Godman, le score est alors de 16 à 3 pour l'Écosse à la mi-temps.
Le 1er quart d'heure de la 2e mi-temps est à l'avantage de l'Italie qui réduit l'écart par une pénalité de Luke McLean à la 55e (16-6). Les Écossais reprennent le dessus ensuite par un essai de Scott Gray transformé par Chris Paterson (23-6) puis une pénalité de ce dernier à la 67e (26-6). L'Écosse remporte le match sur le score de 26 à 6, les Italiens prennent la dernière place du classement à l'issue de la 3e journée.
Composition des équipes
- Écosse
  - Titulaires : 15 Hugo Southwell, 14 Simon Danielli, 13 Max Evans, 12 Graeme Morrison, 11 Thom Evans, 10 Phil Godman, 9 Mike Blair (cap.), 8 Simon Taylor, 7 John Barclay, 6 Alasdair Strokosch, 5 Alastair Kellock, 4 Jason White, 3 Euan Murray, 2 Ross Ford, 1 Allan Jacobsen.
  - Remplaçants : 16 Dougie Hall, 17 Alasdair Dickinson, 18 Kelly Brown, 19 Scott Gray, 20 Chris Cusiter, 21 Chris Paterson, 22 Nick De Luca.
  - Entraîneur : Frank Hadden
- Italie
  - Titulaires : 15 Andrea Marcato, 14 Mirco Bergamasco, 13 Gonzalo Canale, 12 Gonzalo Garcia, 11 Matteo Pratichetti, 10 Luke McLean, 9 Paul Griffen, 8 Sergio Parisse (cap.), 7 Mauro Bergamasco, 6 Alessandro Zanni, 5 Marco Bortolami, 4 Santiago Dellapè, 3 Martin Castrogiovanni, 2 Leonardo Ghiraldini, 1 Salvatore Perugini.
  - Remplaçants : 16 Franco Sbaraglini, 17 Carlos Nieto, 18 Carlo Antonio Del Fava, 19 Josh Sole, 20 Pablo Canavosio, 21 Andrea Bacchetti, 22 Giulio Rubini.
  - Entraîneur : Nick Mallett

### Irlande - Angleterre
Résultat
| Équipes            | Irlande - Angleterre                                                                                         |
| Score              | 14 - 13 (3-3)                                                                                                |
| Date               | 28 février 2009                                                                                              |
| Stade              | Croke Park, Dublin                                                                                           |
| Arbitre            | Craig Joubert                                                                                                |
| Évolution du score | 3-0, 3-3, 6-3, 11-3, 11-6, 14-6, 14-13                                                                       |
| Irlande            | 1 essai de B.O'Driscoll (57e) 2 pénalités de O'Gara (29e, 71e) 1 drop de B.O'Driscoll (45e)                  |
| Angleterre         | 1 essai de D.Armitage (78e) 1 transformation de A.Goode (79e) 2 pénalités de T.Flood (37e), D.Armitage (65e) |

Résumé
L'équipe d'Irlande est la même que celle qui a entamé les deux premières rencontres du Tournoi.
Au cours de la 1re mi-temps les défenses prennent l'avantage sur les attaques, et le score n'est ouvert qu'à la 29e par une pénalité de Ronan O'Gara (3-0). L'ouvreur anglais Toby Flood égalise à la 37e en marquant une pénalité (3-3), c'est le score à la mi-temps.
Les Irlandais se détachent en 2e mi-temps par un drop et un essai de Brian O'Driscoll alors que les Anglais évoluaient à 14 (11-3). Les Anglais réduisent l'écart par une pénalité de Delon Armitage à la 65e (11-6) mais Ronan O'Gara réplique par une autre pénalité à la 71e (14-6). En fin de match Delon Armitage marque un essai pour l'Angleterre à la suite d'un jeu au pied par Andy Goode qui avait remplacé Toby Flood. Andy Goode réussit la transformation, le score est alors de 14 à 13 pour l'Irlande, c'est aussi le score final.
Composition des équipes
- Irlande
  - Titulaires : 15 Rob Kearney, 14 Tommy Bowe, 13 Brian O'Driscoll (cap.), 12 Paddy Wallace, 11 Luke Fitzgerald, 10 Ronan O'Gara, 9 Tomas O'Leary, 8 Jamie Heaslip, 7 David Wallace, 6 Stephen Ferris, 5 Paul O'Connell, 4 Donncha O'Callaghan, 3 John Hayes, 2 Jerry Flannery, 1 Marcus Horan.
  - Remplaçants : 16 Rory Best, 17 Tom Court, 18 Malcolm O'Kelly, 19 Denis Leamy, 20 Peter Stringer, 21 Gordon D'Arcy, 22 Geordan Murphy
  - Entraîneur : Declan Kidney
- Angleterre
  - Titulaires : 15 Delon Armitage, 14 Paul Sackey, 13 Mike Tindall, 12 Riki Flutey, 11 Mark Cueto, 10 Toby Flood, 9 Harry Ellis, 8 Nick Easter, 7 Joe Worsley, 6 James Haskell, 5 Nick Kennedy, 4 Steve Borthwick (cap.), 3 Phil Vickery, 2 Lee Mears, 1 Andrew Sheridan.
  - Remplaçants : 16 Dylan Hartley, 17 Julian White, 18 Tom Croft, 19 Luke Narraway, 20 Danny Care, 21 Andy Goode, 22 Mathew Tait.
  - Entraîneur : Martin Johnson

## Quatrième journée

### Italie - Galles
Résultat
| Équipes            | Italie - Pays de Galles                                                                                               |
| Score              | 15 - 20 (9-7) |
| Date               | 14 mars 2009 |
| Stade              | Stade Flaminio, Rome                                                                                                  |
| Arbitre            | Alan Lewis |
| Évolution du score | 3-0, 3-7, 6-7, 9-7, 12-7, 12-10, 12-13, 15-13, 15-20                                                                  |
| Italie             | 5 pénalités de A.Marcato (5e, 32e, 35e, 57e, 70e)                                                                     |
| Galles             | 2 essai de S.Williams (26e), T.Shanklin (72e) 2 transformations de J.Hook (27e, 73e) 2 pénalités de J.Hook (59e, 64e) |

Résumé
Les Italiens dominent le premier quart d'heure mais ne marquent qu'une pénalité par Andrea Marcato à la 5e (3-0). Les Gallois prennent l'avantage sur une de leurs rares actions collectives, l'ailier Shane Williams marque un essai au terme d'une percée des avants emmenés par Luke Charteris et prolongée pat les trois quarts gallois. L'essai est transformé par James Hook (3-7). Les Italiens dominent à nouveau pendant les dix dernières minutes de la première mi-temps et concrétisent leur avantage par deux pénalités de Andrea Marcato (9-7).
Les deux équipes font jeu égal en 2e mi-temps, deux pénalités de James Hook (59e, 64e) compendant les deux pénalités de Andrea Marcato (57e, 70e). Les Gallois prennent l'avantage par un essai de Tom Shanklin qui était entré en cours de jeu en remplacement de Lee Byrne. James Hook transforme l'essai et les diables rouges remportent le match sans convaincre sur le score de 20 à 15.
Composition des équipes
- Italie
  - Titulaires : 15 Andrea Marcato, 14 Giulio Rubini, 13 Gonzalo Canale, 12 Mirco Bergamasco, 11 Matteo Pratichetti, 10 Luke McLean, 9 Paul Griffen, 8 Sergio Parisse (cap.), 7 Mauro Bergamasco, 6 Alessandro Zanni, 5 Marco Bortolami, 4 Santiago Dellapè, 3 Carlos Nieto, 2 Leonardo Ghiraldini, 1 Salvatore Perugini.
  - Remplaçants : 16 Franco Sbaraglini, 17 Martin Castrogiovanni, 18 Carlo Antonio Del Fava, 19 Josh Sole, 20 Pablo Canavosio, 21 Luciano Orquera, 22 Roberto Quartaroli.
  - Entraîneur : Nick Mallett
- Pays de Galles
  - Titulaires : 15 Lee Byrne, 14 Mark Jones, 13 Jamie Roberts,12 Gavin Henson, 11 Shane Williams, 10 James Hook, 9 Dwayne Peel, 8 Andy Powell, 7 Dafydd Jones, 6 Jonathan Thomas, 5 Alun-Wyn Jones (cap.), 4 Luke Charteris, 3 Rhys Thomas, 2 Huw Bennett, 1 John Yapp
  - Remplaçants : 16 Matthew Rees, 17 Gethin Jenkins, 18 Bradley Davies, 19 Ryan Jones, 20 Mike Phillips, 21 Stephen Jones, 22 Tom Shanklin
  - Entraîneur : Warren Gatland

### Écosse - Irlande
Résultat
| Équipes            | Écosse - Irlande |
| Score              | 15 - 22 (12-9) |
| Date               | 14 mars 2009 |
| Stade              | Murrayfield Stadium, Édimbourg |
| Arbitre            | Jonathan Kaplan |
| Évolution du score | 3-0, 3-3, 6-3, 9-3, 9-6, 12-6, 12-9, 12-16, 12-19, 15-19, 15-22                                                                     |
| Écosse             | 5 pénalités de C.Paterson (6e, 14e, 21e, 32e, 61e)                                                                                  |
| Irlande            | 1 essai de J.Heaslip (50e) 1 transformation de R.O'Gara (51e) 4 pénalités de R.O'Gara (11e, 27e, 34e, 71e) 1 drop de R.O'Gara (56e) |

Résumé
Tous les points de la 1re mi-temps sont marqués sur des pénalités réussies, quatre pour l'Écossais Chris Paterson contre trois pour l'Irlandais Ronan O'Gara (12-9). La meilleure action de cette mi-temps revient à Thom Evans qui perce la défense irlandaise à la 39e mais échoue près de la ligne d'en-but.
Les Irlandais dominent la seconde mi-temps, ils marquent le seul essai du match à la 50e par Jamie Heaslip à la suite d'une percée de Peter Stringer. Jamie Heaslip était entré en cours de jeu pour remplacer Denis Leamy qui était blessé. La transformation de Ronan O'Gara porte le score à 12-16. O'Gara augmente l'avantage des Irlandais en marquant un drop à la 56e (12-19). La 5e pénalité réussie par Chris Paterson est compensée par celle de O'Gara à la 71e, de sorte que l'Irlande s'impose sur le score de 22 à 15 et reste invaincue dans le Tournoi. La victoire du Tournoi et un grand chelem éventuel pour l'Irlande se joueront lors de la 5e journée entre l'Irlande et le pays de Galles.
Composition des équipes
- Écosse
  - Titulaires : 15 Chris Paterson, 14 Simon Danielli, 13 Max Evans,12 Graeme Morrison, 11 Thom Evans, 10 Phil Godman, 9 Mike Blair (cap.), 8 Simon Taylor, 7 John Barclay, 6 Alasdair Strokosch, 5 Jim Hamilton, 4 Jason White, 3 Euan Murray, 2 Ross Ford, 1 Alasdair Dickinson.
  - Remplaçants : 16 Dougie Hall, 17 Moray Low, 18 Nathan Hines, 19 Scott Gray, 20 Chris Cusiter, 21 Nick De Luca, 22 Hugo Southwell.
  - Entraîneur : Frank Hadden
- Irlande
  - Titulaires : 15 Rob Kearney, 14 Tommy Bowe, 13 Brian O'Driscoll (cap.), 12 Gordon D'Arcy, 11 Luke Fitzgerald, 10 Ronan O'Gara, 9 Peter Stringer, 8 David Wallace, 7 Denis Leamy, 6 Stephen Ferris, 5 Paul O'Connell, 4 Donncha O'Callaghan, 3 John Hayes, 2 Rory Best, 1 Marcus Horan.
  - Remplaçants : 16 Jerry Flannery, 17 Tom Court, 18 Mick O'Driscoll, 19 Jamie Heaslip, 20 Tomas O'Leary, 21 Paddy Wallace, 22 Geordan Murphy
  - Entraîneur : Declan Kidney

### Angleterre - France
Résultat
| Équipes            | Angleterre - France |
| Score              | 34 - 10 (29-0) |
| Date               | 15 mars 2009 |
| Stade              | Stade de Twickenham, Londres |
| Arbitre            | Stuart Dickinson |
| Évolution du score | 7-0, 10-0, 17-0, 24-0, 29-0, 34-0, 34-5, 34-10 |
| Angleterre         | 5 essais de M.Cueto (2e), R.Flutey (23e, 42e), D.Armitage (37e), J.Worsley (39e) 3 transformations de T.Flood (3e,24e, 38e) 1 pénalité de T.Flood (18e) |
| France             | 2 essai de D.Szarzewski (56e), J.Malzieu (65e) |

Résumé
Les Anglais dominent largement la 1re mi-temps, ils ouvrent le score avec un premier essai marqué à la 2e par Mark Cueto qui prend de vitesse Sébastien Chabal et la défense française. L'essai est transformé par Toby Flood, ce dernier réussit une pénalité à la 18e et porte le score à 10-0. Les Anglais marquent un 2e essai par Riki Flutey à la suite d'une combinaison des trois quarts, Toby Flood transforme (17-0). Un ballon perdu par S.Chabal est exploité par les Anglais qui marquent un 3e essai par  Delon Armitage à la 37e, Toby Flood transforme (24-0). Les Anglais marquent un 4e essai en fin de mi-temps par Joe Worsley alors que les Français sont pris de vitesse (29-0). Toby Flood blessé est remplacé par Andy Goode.
Riki Flutey marque le 5e essais des Anglais en début de seconde mi-temps à la suite d'un ballon perdu par Yannick Jauzion (34-0). Les Français réduisent l'écart avec un premier essai marqué en force par Dimitri Szarzewski à la 56e puis un 2e essai par Julien Malzieu (34-10). Le XV de la rose s'impose nettement sur le score de 34 à 10.
Composition des équipes
- Angleterre
  - Titulaires : 15 Delon Armitage, 14 Ugo Monye, 13 Mike Tindall, 12 Riki Flutey, 11 Mark Cueto, 10 Toby Flood, 9 Harry Ellis, 8 Nick Easter, 7 Joe Worsley, 6 Tom Croft, 5 Simon Shaw, 4 Steve Borthwick (cap.), 3 Phil Vickery, 2 Lee Mears, 1 Andrew Sheridan.
  - Remplaçants : 16 Dylan Hartley, 17 Julian White, 18 James Haskell, 19 Nick Kennedy, 20 Danny Care, 21 Andy Goode, 22 Mathew Tait.
  - Entraîneur : Martin Johnson
- France
  - Titulaires : 15 Maxime Médard, 14 Julien Malzieu, 13 Mathieu Bastareaud, 12 Yannick Jauzion, 11 Cédric Heymans, 10 François Trinh-Duc, 9 Morgan Parra, 8 Imanol Harinordoquy, 7 Sébastien Chabal, 6 Thierry Dusautoir, 5 Jérôme Thion, 4 Lionel Nallet (cap.), 3 Sylvain Marconnet, 2 Dimitri Szarzewski, 1 Lionel Faure
  - Remplaçants : 16 Benjamin Kayser, 17 Thomas Domingo, 18 Julien Bonnaire, 19 Louis Picamoles, 20 Sébastien Tillous-Borde, 21 Florian Fritz, 22 Damien Traille
  - Entraîneur : Marc Lièvremont

## Cinquième journée

### Italie - France
Résultat
| Équipes            | Italie - France |
| Score              | 8 - 50 (3-25) |
| Date               | 21 mars 2009 |
| Stade              | Stade Flaminio, Rome |
| Arbitre            | Alain Rolland |
| Évolution du score | 0-3, 0-6, 3-6, 3-13, 3-18, 3-25, 3-32, 3-35, 3-40, 8-40, 8-45, 8-50 |
| Italie             | 1 essai de S.Parisse (57e) 1 pénalité de A.Marcato (23e) |
| France             | 7 essais de S.Chabal (25e), F.Trinh-Duc (29e), M.Médard (31e, 70e), C.Heymans (42e), T.Domingo (55e), J.Malzieu (76e) 3 pénalités de M.Parra (6e, 14e, 47e) 3 transformations de M.Parra (26e, 32e, 42e) |

Résumé
Ce match a une importance pour les deux équipes, même si aucune des deux ne peut gagner le Tournoi. Après sa défaite face à l'équipe d'Angleterre la semaine précédente, le XV de France a à cœur de se reprendre, et les Italiens veulent à tout prix éviter la cuillère de bois, destinée à l'équipe ayant tout perdu.
Avec trois essais en première période et quatre en seconde, l'équipe de France réussit son pari, et ne laisse aucune chance à la Squadra Azzurra, même si celle-ci sauve la mise grâce à un essai de Sergio Parisse à la 57e minute.
Composition des équipes
- Italie
  - Titulaires : 15 Andrea Marcato, 14 Giulio Rubini, 13 Gonzalo Canale, 12 Mirco Bergamasco, 11 Matteo Pratichetti, 10 Luke McLean, 9 Paul Griffen, 8 Sergio Parisse (cap.), 7 Mauro Bergamasco, 6 Alessandro Zanni, 5 Marco Bortolami, 4 Santiago Dellapè, 3 Carlos Nieto, 2 Leonardo Ghiraldini, 1 Salvatore Perugini.
  - Remplaçants : 16 Franco Sbaraglini, 17 Martin Castrogiovanni, 18 Carlo Antonio Del Fava, 19 Josh Sole, 20 Pablo Canavosio, 21 Luciano Orquera, 22 Roberto Quartaroli.
  - Entraîneur : Nick Mallett
- France[23]
  - Titulaires : 15 Damien Traille, 14 Maxime Médard, 13 Florian Fritz, 12 Yannick Jauzion, 11 Cédric Heymans, 10 François Trinh-Duc, 9 Morgan Parra, 8 Imanol Harinordoquy, 7 Thierry Dusautoir, 6 Julien Bonnaire, 5 Sébastien Chabal, 4 Lionel Nallet (cap.), 3 Sylvain Marconnet, 2 Dimitri Szarzewski, 1 Fabien Barcella
  - Remplaçants : 16 Thomas Domingo, 17 Benjamin Kayser, 18 Jérôme Thion, 19 Louis Picamoles, 20 Frédéric Michalak[24], 21 Mathieu Bastareaud, 22 Julien Malzieu
  - Entraîneur : Marc Lièvremont

### Angleterre - Écosse
Résultat
| Équipes            | Angleterre - Écosse |
| Score              | 26 - 12 (15-3) |
| Date               | 21 mars 2009 |
| Stade              | Stade de Twickenham, Londres |
| Arbitre            | Marius Jonker |
| Évolution du score | 0-3, 5-3, 12-3, 15-3, 18-3, 18-6, 18-9, 18-12, 21-12, 26-12                                                                                          |
| Angleterre         | 3 essais de U.Monye (28e), R.Flutey (36e) et M.Tait (80e) 1 transformation de T.Flood (37e) 2 pénalités de T.Flood (40e, 41e) 1 drop de D.Care (76e) |
| Écosse             | 4 pénalités de C.Paterson (8e, 46e, 70e) et P.Godman (52e)                                                                                           |

Résumé
Le principal enjeu de ce match est la Calcutta Cup que les Écossais ont remportée en 2008. Les écossais ouvrent le score par une pénalité de Chris Paterson. Les anglais se ressaisissent et dominent copieusement la première période. Ils mènent 15-3 à la pause après deux essais de Ugo Monye et Riki Flutey (son 4e de la compétition) et une pénalité de Toby Flood. En seconde mi-temps les anglais reprennent le siège du camp du chardon mais commettent plusieurs fautes qui permettent à Paterson et Phil Godman de marquer trois nouvelles pénalités. Le match est donc relancé puisque les écossais reviennent à six points des anglais. Ceux-ci accentuent alors leur pression sur la ligne adverse et cèlent le résultat du match dans les cinq dernières minutes avec un drop de Danny Care et un troisième essai marqué par Mathew Tait à la dernière minute.
Les Anglais récupèrent la Calcutta Cup et terminent second du tournoi à la faveur d'une meilleure différence de points. Les Écossais concluent leur tournoi par une quatrième défaite qui souligne la distance qui les séparent encore des trois équipes anglo-saxonnes et de la France.
Composition des équipes
- Angleterre[26]
  - Titulaires : 15 Delon Armitage, 14 Ugo Monye, 13 Mike Tindall, 12 Riki Flutey, 11 Mark Cueto, 10 Toby Flood, 9 Harry Ellis, 8 Nick Easter, 7 Joe Worsley, 6 Tom Croft, 5 Simon Shaw, 4 Steve Borthwick (cap.), 3 Phil Vickery, 2 Lee Mears, 1 Andrew Sheridan
  - Remplaçants : 16 Dylan Hartley, 17 Julian White, 18 James Haskell, 19 Nick Kennedy, 20 Danny Care, 21 Andy Goode, 22 Mathew Tait
  - Entraîneur : Martin Johnson
- Écosse[27]
  - Titulaires : 15 Chris Paterson, 14 Simon Danielli, 13 Max Evans,12 Graeme Morrison, 11 Thom Evans, 10 Phil Godman, 9 Mike Blair (cap.), 8 Simon Taylor, 7 Scott Gray, 6 Alasdair Strokosch, 5 Jim Hamilton, 4 Jason White, 3 Euan Murray, 2 Ross Ford, 1 Alasdair Dickinson
  - Remplaçants : 16 Dougie Hall, 17 Moray Low, 18 Nathan Hines, 19 Kelly Brown, 20 Chris Cusiter, 21 Nick De Luca, 22 Hugo Southwell
  - Entraîneur : Frank Hadden

### Galles - Irlande
Résultat
| Équipes            | Pays de Galles - Irlande                                                                                         |
| Score              | 15 - 17 (6-0) |
| Date               | 21 mars 2009 |
| Stade              | Millennium Stadium, Cardiff                                                                                      |
| Arbitre            | Wayne Barnes |
| Évolution du score | 3-0, 6-0, 6-7, 6-14, 9-14, 12-14, 15-14, 15-17                                                                   |
| Galles             | 4 pénalités de S.Jones (36e, 40e, 52e, 57e) 1 drop de S.Jones (75e)                                              |
| Irlande            | 2 essais de B.O'Driscoll (43e) et T.Bowe (46e) 2 transformations de R.O'Gara (45e, 47e) 1 drop de R.O'Gara (80e) |

Résumé
Avant ce match les Irlandais sont en tête du classement avec deux points d'avance sur les Gallois et un avantage de 25 points à la différence de points. Ce match est donc décisif pour la victoire dans le Tournoi. Les Gallois doivent gagner le match avec un écart de 13 points pour espérer remporter ce tournoi 2009. L'Irlande peut remporter le tournoi et le Grand Chelem qu'elle n'a obtenu qu'une seule fois en 1948, il y a soixante-et-un ans ! 15 000 supporters irlandais ont fait le déplacement et notamment Jack Kyle, Bertie O'Hanlon, victorieux en 1948. Le match est intense et équilibré. Les Irlandais dominent en touche et prennent l'avantage par deux essais de Tommy Bowe et Brian O'Driscoll. Les Gallois réagissent par des points au pied de Stephen Jones, pour revenir de 6-14 et prendre la tête au score 15-14 sur un ultime drop à cinq minutes de la fin. Mais les Irlandais, qui depuis dix ans, laissent toujours échapper le titre et le Grand Chelem, réussissent à marquer sur un temps fort. Stephen Jones trouve une touche directe après qu'un coéquipier lui ait fait une passe dans ses vingt-deux mètres. Les Irlandais ont le lancer en touche, conservent la balle et enchaînent des mouvements des avants pour mettre Ronan O'Gara, en position de drop vingt mètres en face des poteaux. Le drop passe ! À la dernière minute, Stephen Jones tente et manque une pénalité de près de cinquante mètres. C'est la victoire et le Grand Chelem pour Brian O'Driscoll, Paul O'Connell, et leurs coéquipiers.
Composition des équipes
- Pays de Galles[31]
  - Titulaires : 15 Lee Byrne, 14 Mark Jones, 13 Tom Shanklin, 12 Gavin Henson, 11 Shane Williams, 10 Stephen Jones, 9 Michael Phillips, 8 Andy Powell, 7 Martyn Williams, 6 Ryan Jones (cap.), 5 Alun-Wyn Jones, 4 Ian Gough, 3 Adam Jones, 2 Matthew Rees, 1 Gethin Jenkins.
  - Remplaçants : 16 Huw Bennett, 17 John Yapp, 18 Luke Charteris, 19 Dafydd Jones, 20 Warren Fury, 21 James Hook, 22 Jamie Roberts.
  - Entraîneur : Warren Gatland
- Irlande[32]
  - Titulaires : 15 Rob Kearney, 14 Tommy Bowe, 13 Brian O'Driscoll (cap.), 12 Gordon D'Arcy, 11 Luke Fitzgerald, 10 Ronan O'Gara, 9 Tomas O'Leary, 8 Jamie Heaslip, 7 David Wallace, 6 Stephen Ferris, 5 Paul O'Connell, 4 Donncha O'Callaghan, 3 John Hayes, 2 Jerry Flannery, 1 Marcus Horan
  - Remplaçants : 16 Rory Best, 17 Tom Court, 18 Mick O'Driscoll, 19 Denis Leamy, 20 Peter Stringer, 21 Paddy Wallace, 22 Geordan Murphy
  - Entraîneur : Declan Kidney